# Тиопентал натрия
Тиопентал натрия (лат. Thiopentalum-natrium) — средство для неингаляционного наркоза ультракороткого действия. Представляет собой смесь натриевой соли (RS)-5-(1-метилбутил)-5-этил-2-тиобарбитуровой кислоты с безводным натрия карбонатом. Сверхтерапевтические (летальные) дозы широко используются для усыпления животных, в США является одним из трёх компонентов смертельной инъекции (смертная казнь) вместе с панкуронием и хлоридом калия. 

## Механизм действия
Замедляет закрытие  ГАМК-зависимых каналов на постсинаптической мембране нейронов головного мозга, удлиняет время входа ионов хлора внутрь нейрона и вызывает гиперполяризацию его мембраны. Подавляет возбуждающее действие аминокислот (аспаргиновой и глутаминовой). В больших дозах, непосредственно активируя ГАМК-рецепторы, оказывает ГАМК-стимулирующее действие. Обладает противосудорожной активностью, повышая порог возбудимости нейронов и блокируя проведение и распространение судорожного импульса по головному мозгу. Способствует миорелаксации, подавляя полисинаптические рефлексы и замедляя проведение по вставочным нейронам спинного мозга. Снижает интенсивность метаболических процессов в головном мозге, утилизацию мозгом глюкозы и кислорода. Оказывает снотворное действие, которое проявляется ускорением процесса засыпания и изменением структуры сна. Угнетает (дозозависимо) дыхательный центр и уменьшает его чувствительность к углекислому газу. Оказывает (дозозависимо) кардиодепрессивное действие: уменьшает УОК, МОК и АД. Увеличивает ёмкость венозной системы, снижает печёночный кровоток и скорость клубочковой фильтрации. Оказывает возбуждающее влияние на n. vagus и может вызывать ларингоспазм, обильную секрецию слизи. После внутривенного введения наркоз развивается через 30—40 с; после ректального — через 8—10 мин., характеризуется кратковременностью (после введения однократной дозы наркоз продолжается 10—30 мин.) и пробуждением с некоторой сонливостью и ретроградной амнезией. При выходе из наркоза анальгезирующее действие прекращается одновременно с пробуждением больного.
Антагонистом тиопентал-натрия является бемегрид.

## Фармакологическое действие
Обладает выраженной снотворной, некоторой миорелаксирующей и слабой анальгезирующей активностью. По фармакологическим свойствам близок к гексеналу, однако действует несколько сильнее. Вызывает более сильное мышечное расслабление, чем гексенал.
По сравнению с гексеналом тиопентал-натрий (как и другие тиобарбитураты) оказывает более сильное возбуждающее влияние на блуждающий нерв и может вызвать ларингоспазм, обильную секрецию слизи и другие признаки ваготонии. Поэтому для бронхоскопии тиопентал-натрий менее пригоден, чем гексенал (Г. И. Лукомский). Тиопентал-натрий быстро разрушается (главным образом в печени) и выводится из организма. После однократной дозы наркоз продолжается 20—25 мин.

## Применение
Применяют тиопентал натрия как самостоятельное средство для наркоза главным образом при непродолжительных хирургических вмешательствах, а также для вводного и базисного наркоза с последующим использованием других средств для наркоза. Препарат можно использовать в сочетании с мышечными релаксантами при условии проведения искусственной вентиляции легких (ИВЛ).
Тиопентал-натрий вводят внутривенно, а также ректально (главным образом детям). Во избежание коллапса вводить тиопентал натрия в вену следует медленно. Растворы тиопентала натрия нестойкие, поэтому их готовят непосредственно перед употреблением в асептических условиях.
В США передозировка тиопентала натрия иногда используется для казни через смертельную инъекцию в тех штатах, где применяется такая мера наказания. Первая казнь с использованием тиопентала натрия вместо ранее использовавшейся трёхкомпонентной смеси произведена 8 декабря 2009 года в штате Огайо (осуждённый Кеннет Бирос).
В Германии в 2020 году был разрешён ассистированный суицид (эвтаназия) для больных страдающих неизлечимой болезнью. Так, этим правом 20 октября 2024 года воспользовался основатель электронной библиотеки «Флибуста» Stiver, получив смертельную дозу тиопентала. Он страдал неоперабельной опухолью мозга — глиобластомой.
В России тиопентал натрия включён в список сильнодействующих и ядовитых веществ, оборот которых ограничен согласно статье 234 УК РФ.

## Показания к применению, дозировки
Для наркоза применяется в основном 1% раствор тиопентала-натрия, так как применение его в больших концентрациях может вызывать реакции со стороны сосудов, в которые он вводится. Применение 2—2,5% раствора допускается в качестве исключений, в основном при амбулаторных наркозах. Растворы готовят непосредственно перед употреблением (так как молекулы тиопентала-натрия разрушаются под воздействием дневного света, допускается хранение раствора не более шести часов) на стерильной воде для инъекций. Растворы должны быть абсолютно прозрачными.
Для предупреждения осложнений, связанных с повышением тонуса блуждающего нерва (ларингоспазм, спазм мышц, бронхов, усиление саливации и др.), пациенту до наркоза вводят атропин или метацин.
При использовании тиопентал-натрия для вводного наркоза взрослым вводят 20—30 мл 2% раствора. Такое же количество вводят при применении одного тиопентал-натрия для небольших операций: сначала 1—2 мл раствора, а через 30—40 с — остальное количество.
В качестве средства для базис-наркоза у детей тиопентал-натрий показан главным образом при повышенной нервной возбудимости. Применяют ректально в виде 5% тёплого (+32…35°C) раствора из расчёта по 0,04 г (до 3 лет) и 0,05 г (3—7 лет) на 1 год жизни.
Высшая разовая доза для взрослых в вену — 1 г.

## Совместимость с другими лекарственными средствами
Тиопентал-натрия нельзя смешивать с сукцинилхолином, пентамином, аминазином, морфином, дипразином, кетамином (выпадает осадок).

## Противопоказания
Тиопентал натрия противопоказан при органических заболеваниях печени, почек, диабете, сильном истощении, шоке, коллапсе, бронхиальной астме, воспалительных заболеваниях носоглотки, лихорадочных состояниях, при резко выраженных нарушениях кровообращения. Указание в анамнезе на наличие у больного или его родственников приступов острой порфирии служит абсолютным противопоказанием к применению тиопентала натрия.

## Легенда о сыворотке правды
В художественных произведениях тиопентал натрия (пентотал) часто упоминается в роли «сыворотки правды» — вещества, под воздействием которого человек будто бы не может лгать.

## Немедицинское применение
Существуют многочисленные свидетельства о том, что пентотал использовался для массовых убийств сторонников Сальвадора Альенде во время военной диктатуры в Чили.